# Yvonne Luisi-Weichsel
Yvonne Luisi-Weichsel (geb. Yvonne Weichsel; * 25. Juni 1957; † 3. Dezember 2021) war eine österreichische Blockflötistin und Hochschullehrerin.

## Leben
Yvonne Luisi-Weichsel studierte zunächst Blockflöte an der Hochschule für Musik und darstellende Kunst Graz. Nach dem Diplom wurde sie Lehrbeauftragte ebenda und übernahm 1978 eine Klasse für Blockflöte und Kammermusik.
1980 schloss sie das Lehramtsstudium Französisch und Musikerziehung ab. 1983 folgte der Abschluss in Italienisch (Lehramt und Magistra Artium). 1987 wurde sie in Romanistik mit einer von Klaus Lichem betreuten Dissertation (Studien zu den betonten Vokalen im Regionalitalienischen der Stadt Genua) zur Dr. phil. promoviert.
1993 erhielt sie eine Stelle als Vertragsbedienstete. 2000 wurde sie Vertragsprofessorin am Grazer Institut 5 Musikpädagogik. 2001 folgte die Berufung als Universitätsprofessorin. 2004 wechselte sie an das Institut 15 Alte Musik und Aufführungspraxis. Luisi-Weichsel war Mitglied des Wissenschaftlichen Beirats der Grazer Zeitschrift Politicum.
Außerdem war sie als Musikerin tätig u. a. im Oratorienorchester Capella Leopoldina und im Barockensemble Il Parnaso Musicale (mit Susanne Scholz und Dario Luisi (beide Barockvioline), Maurizio Borzone (Barockviola), Jörg Zwicker (Barockcello), Gaetano Nasillo (Viola da gamba) und Ernest Hoetzl (Cembalo und Orgel)). Mit letzterem wurden mehrere CDs produziert (etwa bei Christophorus Records die Triosonaten und Kantaten Georg Philipp Telemanns). Der österreichische Komponist Gerhard Präsent widmete ihr sein Werk Arietta ritmica für ein Melodieinstrument und Klavier.
Sie war mit dem italienischen Dirigenten Fabio Luisi (* 1959) verheiratet und Mutter eines Sohnes.